# Кампогранде (Терамо)
Кампогранде (итал. Campogrande) је насеље у Италији у округу Терамо, региону Абруцо.
Према процени из 2011. у насељу је живело 151 становника. Насеље се налази на надморској висини од 215 м.